# جيك غاردينر
جيك غاردينر (بالإنجليزية: Jake Gardiner)‏ هو لاعب هوكي الجليد أمريكي، ولد في 4 يوليو 1990 في منيابولس في الولايات المتحدة.

## وصلات خارجية
- جيك غاردينر على موقع دوري الهوكي الوطني (الإنجليزية)
- جيك غاردينر على موقع EliteProspects.com (الإنجليزية)
- جيك غاردينر على موقع Eurohockey.com (الإنجليزية)
- جيك غاردينر على موقع HockeyDB.com (الإنجليزية)
- جيك غاردينر على موقع Hockey-Reference.com (الإنجليزية)